# Macrocyprina skinneri
Macrocyprina skinneri är en kräftdjursart som beskrevs av Kontrovitz 1976. Macrocyprina skinneri ingår i släktet Macrocyprina och familjen Macrocyprididae. Inga underarter finns listade i Catalogue of Life.